# Chiesa cattolica in Niger
La Chiesa cattolica in Niger è parte della Chiesa cattolica universale in comunione con il vescovo di Roma, il papa.

## Storia
L'evangelizzazione del Niger iniziò relativamente tardi: nel 1931 arrivò a Niamey il sacerdote François Faroud della Società delle missioni africane che aprì la "Mission catholique" nel Niger. Nel 1939 padre Maxime Chazal, del medesimo istituto missionario, inaugurò una missione nella città di Zinder. Il 1º luglio 1948 i due sacerdoti delle Missioni Africane lasciarono il Niger, consegnando la missione ai padri Redentoristi, cui fu affidata la direzione della prefettura apostolica del Niger (oggi arcidiocesi di Niamey), fondata il 28 aprile 1942.
Nel 2001 è stata eretta la seconda diocesi del Paese, la diocesi di Maradi. Il 25 giugno 2007 papa Benedetto XVI ha eretto la provincia ecclesiastica di Niamey.
Nel gennaio del 2015 la Chiesa cattolica in Niger ha dovuto interrompere ogni attività, compresa la Messa festiva e l'attività scolastica, a seguito della rivolta islamista, scoppiata in seguito alle vignette blasfeme pubblicate dal settimanale francese Charlie Hebdo.

## Organizzazione ecclesiastica
La Chiesa cattolica è presente sul territorio con una sede metropolitana ed una diocesi suffraganea:
- Arcidiocesi di Niamey
  - Diocesi di Maradi

L'episcopato locale fa parte della Conférence Episcopale du Burkina-Niger.

## Statistiche
Alla fine del 2005 la Chiesa cattolica in Niger contava:
- 19 parrocchie;
- 39 preti;
- 99 suore religiose;
- 22 istituti scolastici;
- 10 istituti di beneficenza.

La popolazione cattolica ammontava a 19.150 battezzati, pari allo 0,15% della popolazione totale del Paese.
Nel 2007, al momento della creazione della provincia ecclesiastica, i dati statistici erano i seguenti: 21 parrocchie, 11 sacerdoti diocesani, 10 sacerdoti fidei donum, 18 religiosi, 85 religiose, 8 seminaristi maggiori e 144 catechisti.

## Nunziatura apostolica
La nunziatura apostolica del Niger è stata istituita il 12 settembre 1971 con il breve Quantum utilitatis di papa Paolo VI. Inizialmente la sede del nunzio era nella città di Dakar in Senegal; passò poi a Abidjan in Costa d'Avorio; il 12 giugno 2007 la sede della nunziatura è stata trasferita a Ouagadougou in Burkina Faso in forza della bolla Burkinae Fasanae di papa Benedetto XVI.

### Pro-nunzi apostolici
- Giovanni Mariani, arcivescovo titolare di Missua (20 settembre 1971 - 11 gennaio 1975 nominato nunzio apostolico in Venezuela)
- Luigi Barbarito, arcivescovo titolare di Fiorentino (5 aprile 1975 - 10 giugno 1978 nominato pro-nunzio apostolico in Australia)
- Luigi Dossena, arcivescovo titolare di Carpi (24 ottobre 1978 - 25 agosto 1979 dimesso)
- Justo Mullor García, arcivescovo titolare di Mérida Augusta (25 agosto 1979 - 3 maggio 1985 nominato osservatore permanente della Santa Sede presso l'Ufficio delle Nazioni Unite ed Istituzioni specializzate a Ginevra)
- Antonio Mattiazzo, arcivescovo titolare di Viruno (16 novembre 1985 - 5 luglio 1989 nominato arcivescovo, titolo personale, di Padova)
- Janusz Bolonek, arcivescovo titolare di Madauro (18 novembre 1989 - 23 gennaio 1995 nominato nunzio apostolico in Romania)

### Nunzi apostolici
- Luigi Ventura, arcivescovo titolare di Equilio (25 marzo 1995 - 25 marzo 1999 nominato nunzio apostolico in Cile)
- Mario Zenari, arcivescovo titolare di Zuglio (12 luglio 1999 - 10 maggio 2004 nominato nunzio apostolico in Sri Lanka)
- Mario Roberto Cassari, arcivescovo titolare di Tronto (8 settembre 2004 - 12 giugno 2007 dimesso)
- Vito Rallo, arcivescovo titolare di Alba (12 giugno 2007 - 15 gennaio 2015)
- Piergiorgio Bertoldi, arcivescovo titolare di Spello (24 aprile 2015 - 19 marzo 2019 nominato nunzio apostolico in Mozambico)
- Michael Francis Crotty, arcivescovo titolare di Lindisfarna (25 aprile 2020 - 16 luglio 2024 nominato nunzio apostolico in Nigeria)

## Conferenza episcopale
L'episcopato del Niger è membro della Conferenza episcopale di Burkina-Niger (Conférence Episcopale du Burkina-Niger, CEBN), cui aderiscono anche i vescovi del Burkina Faso.